# Борго Бонсињоре
Борго Бонсињоре (итал. Borgo Bonsignore) је насеље у Италији у округу Агриђенто, региону Сицилија.
Према процени из 2011. у насељу је живело 51 становника. Насеље се налази на надморској висини од 64 м.